# Principles of Compiler Design
Principles of Compiler Design, di Alfred Aho e Jeffrey Ullman, è un classico testo di livello universitario sui compilatori per linguaggi per computer. 
È spesso chiamato "dragon book" (il libro del drago) perché la sua copertina riporta un drago ed un cavaliere che combattono; il drago è verde, e rappresenta la "complessità nella costruzione di un compilatore", al contempo il cavaliere usa una lancia chiamata "generatori di parser LALR". A volte il libro è chiamato il "drago verde" per distinguerlo dal suo successore (Aho, Sethi & Ullman's Compilers: Principles, Techniques, and Tools) che è chiamato il libro del "drago rosso" a causa della differente copertina.
La copertina retrostante offre un punto di vista umoristico e diverso del problema - il dragone è rimpiazzato da un mulino a vento, e il cavaliere è Don Chisciotte.
Questo libro è ora abbastanza datato, ma quando uscì nel 1977, fu accolto entusiasticamente grazie allo stile pratico. Il libro contiene una descrizione di tutte le fasi della compilazione, con algoritmi descritti abbastanza in dettaglio da poter essere utilizzato dagli studenti come manuale per scrivere dei piccoli compilatori in un semestre.
Il libro fu pubblicato da Addison-Wesley, ISBN 0-201-00022-9. I ringraziamenti citano il fatto che il libro è stato completamente scritto ai Bell Labs usando troff su un sistema operativo Unix che a quel tempo era molto raro.